# Lockheed YF-12
Le Lockheed YF-12 est un prototype d'avion d'interception à hautes performances conçu par les États-Unis. C'est un des développements du programme A-12 Oxcart lancé par la CIA à la fin des années 1950, qui aboutit en particulier à l'avion espion SR-71 Blackbird.
Malgré de bons résultats lors des essais en vol, le YF-12 ne fut jamais construit en série : sa seule réelle utilisation fut la participation à un programme de recherche mené par la NASA jusqu'en 1979.

## Conception

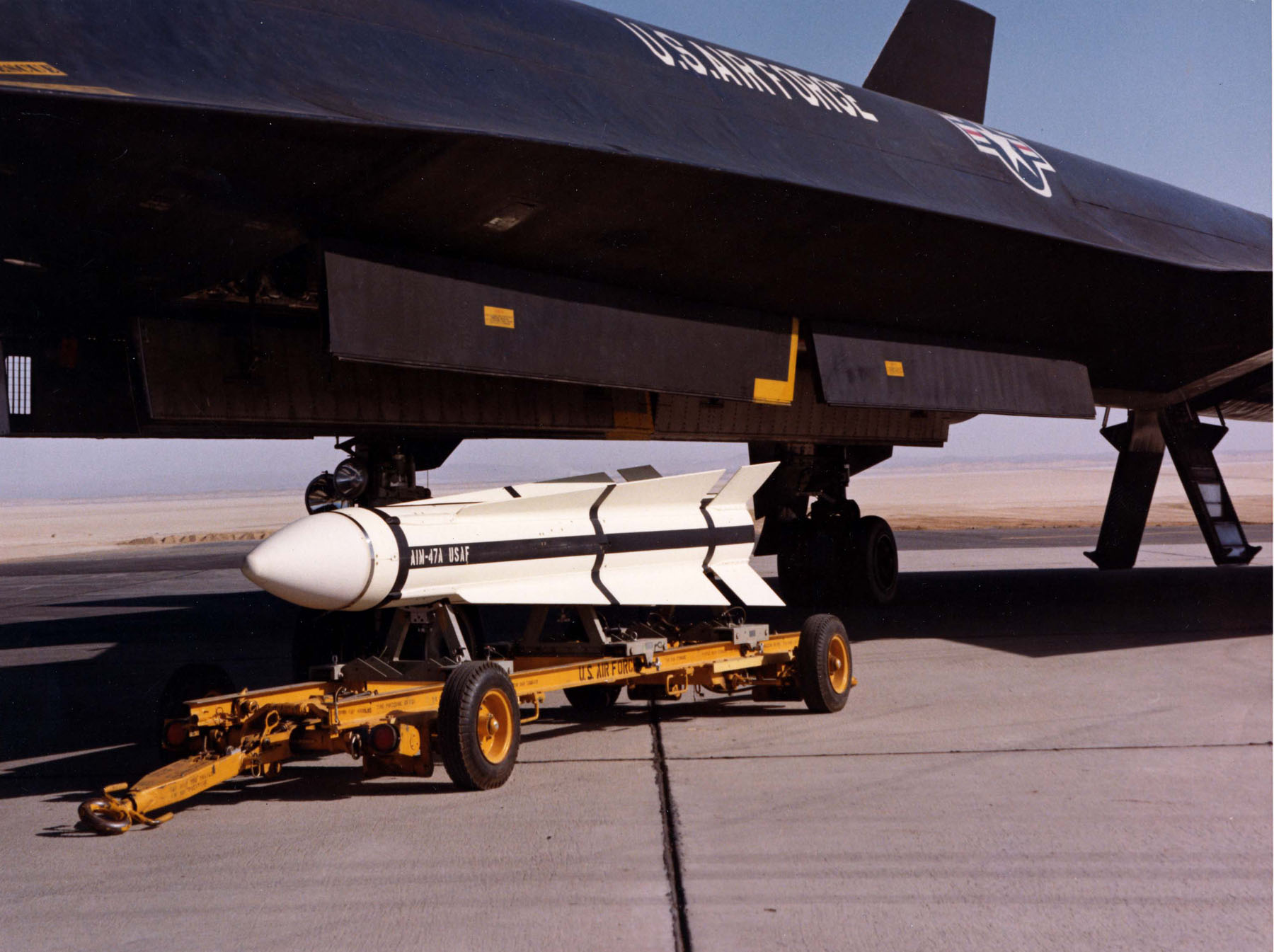
Un AIM-47 Falcon sous un YF-12.

En septembre 1959, pour des raisons budgétaires, l'United States Air Force abandonne le projet du XF-108 Rapier, un intercepteur capable de voler à Mach 3 et destiné à remplacer le F-106 Delta Dart. Lockheed propose alors un dérivé de l'avion espion A-12 Oxcart, en faisant valoir que l'essentiel de la conception de l'A-12 est déjà réalisé et donc que l'avion coûterait moins cher. En octobre 1960, il est décidé de prélever trois avions sur la chaîne d'assemblage de l'A-12 pour les transformer en prototypes YF-12.
Le nez est modifié pour installer le radar Hughes AN/ASG-18 développé à l'origine pour le F-108 et d'une portée supérieure à 320 km. La taille du radôme oblige à réduire les prolongements des ailes qui sont tronqués par rapport à ceux du A-12. Un second poste de pilotage destiné à l'officier de tir est ajouté. Les soutes contenant l'équipement de reconnaissance du A-12 sont modifiées pour permettre l'emport de 3 missiles air-air Hughes AIM-47 Falcon (eux aussi initialement destinés au F-108) de 180 km de portée et pouvant être dotés d'une tête à charge nucléaire. Les modifications apportées à l'aérodynamique de l'avion obligent à l'ajout d'ailerons ventraux sous le fuselage et les nacelles des réacteurs pour maintenir la stabilité.

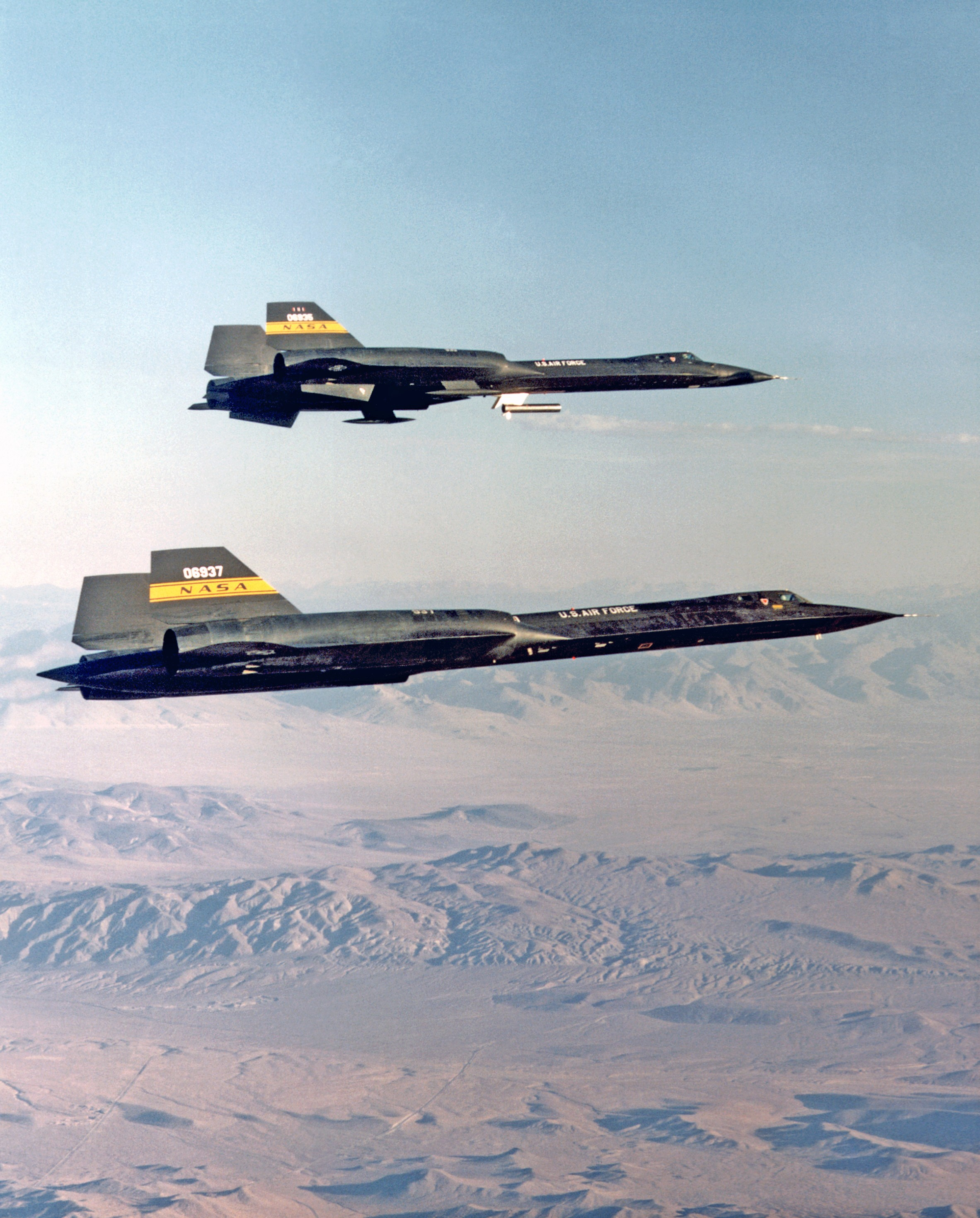
Un YF-12 accompagné d'un SR-71 de la NASA en vol en 1975.

Le premier des trois YF-12 effectue son vol inaugural le 7 août 1963. Les essais de largage de missile, puis de tir réel sur des cibles télécommandées, ont lieu à partir de 1964 : 6 des 7 tirs réels sont réussis, y compris un tir depuis un YF-12 volant à Mach 3,2 et 23 000 m sur une cible volant nettement plus bas. Le 1er mai 1965, un YF-12 établit un record simultané de vitesse et d'altitude en atteignant 3 330 km/h à 24 462 m.
Alors que l'USAF est prête à signer un contrat de production pour une centaine d'exemplaires, le secrétaire à la Défense refuse d'engager les fonds et préfère financer le F-106X (un F-106 Delta Dart avec un nouveau radar et d'autres améliorations qui promet d'être encore moins cher mais qui n'aboutit pas davantage). Le projet du YF-12 est donc abandonné début 1968.
En 1969, deux des YF-12 sont prêtés à la NASA pour un programme d'exploration des phénomènes rencontrés en vol à haute vitesse : études thermiques, études aérodynamiques, etc. Les deux avions effectuent près de 300 vols d'essais jusqu'en 1979, date de l'arrêt du programme. Le dernier vol d'un YF-12 a lieu le 7 novembre 1979.
Sur les trois YF-12 construits, un est perdu à la suite d'un incendie à bord le 24 juin 1971, un autre est exposé au National Museum of the United States Air Force et le dernier sert à construire l'unique SR-71C (un biplace d'entraînement).